# Текама (Небраска)
Текама (англ. Tekamah) — місто (англ. city) в США, в окрузі Берт штату Небраска. Населення — 1714 особи (2020).

## Географія
Текама розташована за координатами 41°46′33″ пн. ш. 96°13′21″ зх. д. / 41.77583° пн. ш. 96.22250° зх. д. (41.775832, -96.222387).  За даними Бюро перепису населення США в 2010 році місто мало площу 3,43 км², уся площа — суходіл. В 2017 році площа становила 4,18 км², з яких 4,14 км² — суходіл та 0,04 км² — водойми.

### Клімат
| Клімат : Текама       | Клімат : Текама | Клімат : Текама | Клімат : Текама | Клімат : Текама | Клімат : Текама | Клімат : Текама | Клімат : Текама | Клімат : Текама | Клімат : Текама | Клімат : Текама | Клімат : Текама | Клімат : Текама | Клімат : Текама |
| Показник              | Січ.            | Лют.            | Бер.            | Квіт.           | Трав.           | Черв.           | Лип.            | Серп.           | Вер.            | Жовт.           | Лист.           | Груд.           | Рік             |
| Середній максимум, °C | −0,6            | 2,2             | 8,9             | 17,2            | 23,3            | 28,3            | 31,7            | 30,0            | 25,6            | 19,4            | 9,4             | 1,7             | 16,7            |
| Середній мінімум, °C  | −11,7           | −9,4            | −3,3            | 3,3             | 10,0            | 15,6            | 17,8            | 16,7            | 11,1            | 5,0             | −2,8            | −8,9            | 3,3             |
| Норма опадів, мм      | 18              | 23              | 46              | 74              | 104             | 114             | 89              | 91              | 79              | 51              | 33              | 23              | 747             |
| --------------------- | --------------- | --------------- | --------------- | --------------- | --------------- | --------------- | --------------- | --------------- | --------------- | --------------- | --------------- | --------------- | --------------- |
| Джерело: Weatherbase  |                 |                 |                 |                 |                 |                 |                 |                 |                 |                 |                 |                 |                 |

## Демографія
Згідно з переписом 2010 року, у місті мешкало 1736 осіб у 715 домогосподарствах у складі 478 родин. Густота населення становила 507 осіб/км².  Було 818 помешкань (239/км²).
Расовий склад населення:
| - 96,8 % — білих - 1,1 % — корінних американців - 0,5 % — чорних або афроамериканців - 0,2 % — азіатів |

До двох чи більше рас належало 1,5 %. Частка іспаномовних становила 1,8 % від усіх жителів.
За віковим діапазоном населення розподілялося таким чином: 24,5 % — особи молодші 18 років, 52,6 % — особи у віці 18—64 років, 22,9 % — особи у віці 65 років та старші. Медіана віку мешканця становила 44,1 року. На 100 осіб жіночої статі у місті припадало 89,5 чоловіків;  на 100 жінок у віці від 18 років та старших — 90,8 чоловіків також старших 18 років.
Середній дохід на одне домашнє господарство  становив 54 715 доларів США (медіана — 48 015), а середній дохід на одну сім'ю — 66 336 доларів (медіана — 60 152). Медіана доходів становила 44 107 доларів для чоловіків та 32 292 долари для жінок. За межею бідності перебувало 8,1 % осіб, у тому числі 5,9 % дітей у віці до 18 років та 7,2 % осіб у віці 65 років та старших.
Цивільне працевлаштоване населення становило 763 особи. Основні галузі зайнятості: освіта, охорона здоров'я та соціальна допомога — 17,6 %, роздрібна торгівля — 11,1 %, будівництво — 10,5 %.